# Tofieldia nuda
Tofieldia nuda är en kärrliljeväxtart som beskrevs av Carl Maximowicz. Tofieldia nuda ingår i släktet kärrliljor, och familjen kärrliljeväxter. Inga underarter finns listade.